# Kampfgeschwader 4
La Kampfgeschwader 4 General Wever (KG 4) (4e escadron de bombardiers) est une unité de bombardiers de la Luftwaffe pendant la Seconde Guerre mondiale. 
L'unité a été créée en mai 1939. Elle a exploité des bombardiers moyens comme le Dornier Do 17, Junkers Ju 88 et Heinkel He 111. L'escadre a été nommée d'après le General Walther Wever, le premier promoteur avant-guerre d'une capacité de bombardement stratégique pour la Luftwaffe, qui a été tué dans un accident d'avion en 1936.

## Historique
Le Stab/KG 4 et le I./KG 4 ont été formés le 1er mai 1939 à Erfurt et est initialement équipé avec des Heinkel He 111P, empruntés à la Kampfgeschwader 253. L'unité a passé la plupart de l'été à de la formation et au recrutement du personnel dans des écoles de vol.

### Pologne
Le 25 août 1939, l'unité est transférée à Langenau sous le commandement de la Luftflotte 4. Il commence la campagne de Pologne en attaquant les aérodromes et des gares ferroviaires. Le Stab/KG 4 est retiré le 20 septembre. Le I./KG 4 attaque les aérodromes de Deblin et de Cracovie le 1er septembre et de nouveau le 2 septembre. Du 3 au 6 septembre, les cibles ferroviaires dans l'Est de la Pologne sont attaquées, et entre le 6 au 9 septembre, les ponts le long de la Vistule et de Varsovie sont eux aussi bombardés. Du 6 au 14 septembre, des cibles ferroviaires sont de nouveau bombardées. Les concentrations de troupes ennemies ont été par la suite la cible principale jusqu'à la capitulation de la Pologne.
Le II./KG 4 a également appuyé la X. Armee sur Kutno à la mi-septembre. Après cette campagne, l'unité suit des formations en vol de nuit et commence à poser des mines le long de la côte norvégienne en janvier 1940, en préparation de la campagne norvégienne. Le III./KG 4 participe à la Bataille de la Bzura dans laquelle l'armée polonaise a été encerclée et détruite en grande partie par la Luftwaffe.

### Opération Weserübung: Invasions du Danemark et de la Norvège
Le 1er février 1940, le KG 4 est transféré à Quakenbrück dans le nord de l'Allemagne. Le II./KG 4 a fait partie de la flotte de bombardiers qui ont réalisé un raid de démonstration de force sur Copenhague, le 9 avril 1940 L'unité a attaqué des cibles ferroviaires et l'aérodrome ainsi que des grèves anti-navires. Un Staffelde Junkers Ju 88 du III./KG 4 a détruit l'aérodrome de Stavanger-Sola, ainsi que coulé le destroyer norvégien Aeger près de Stavanger, le 9 avril 1940.

### Bataille de France et des Pays-Bas
Le KG 4 aide à neutraliser la puissance aérienne néerlandaise le 10 mai 1940, par la destruction des aérodromes et des positions de défense anti-aériennes néerlandaises. Il participe aussi aux transports par avion du ravitaillement des Fallschirmjäger (unités de parachutistes) dans les Pays-Bas. Après la reddition rapide des néerlandais, le KG 4 déplace son action sur la Belgique. Au cours de la bataille de France, le KG 4 participe à la paralysie des réseaux ferroviaires alliées en Belgique. le KG 4 a réalisé aussi des missions sur Dunkerque. Le II. Gruppe a aussi participé à des bombardements sur Rotterdam. Après la capitulation belge, le KG 4 a pris part à l'opération Paula sur les aérodromes français et dans les environs de Paris. Le 5 juin, la résistance aérienne française cesse. Après la capitulation française le 25 juin 1940, l'unité a été envoyé à Soesterberg aux Pays-Bas en juillet 1940, pour commencer ses opérations sur la Grande-Bretagne.

### Bataille d'Angleterre

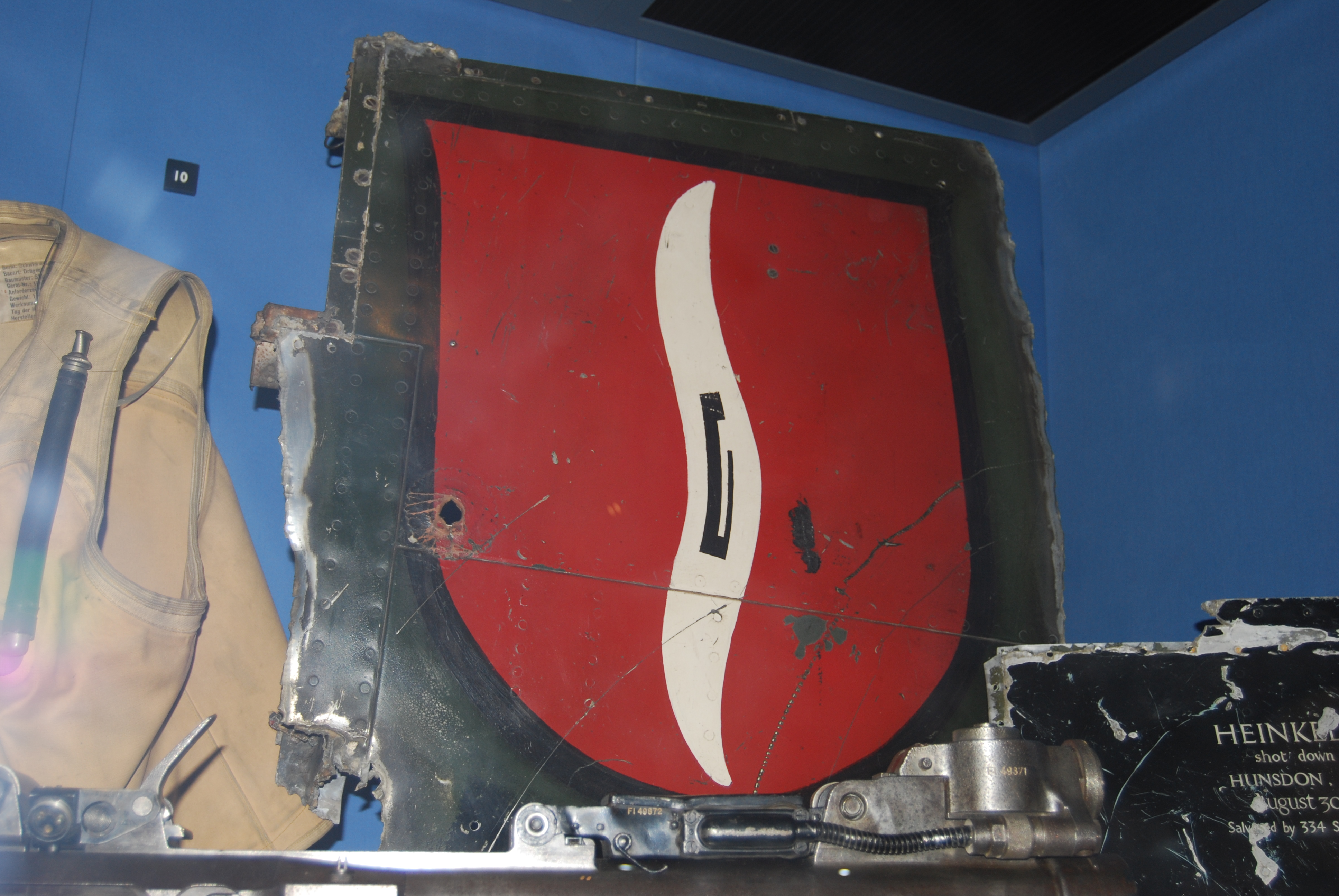
Vestiges d'un Heinkel 111 du Kampfgeschwader 4 abattu pendant la bataille d'Angleterre au-dessus de Hunsdon Herts, Angleterre, le 30 août 1940

Après la fin de la campagne française, le KG 4 frappe dans les ports britanniques et des objectifs au Pays de Galles. Dans la nuit du 18 au 19 juin 1940, le KG 4 perd six Dornier Do 17, dont celui du Major Dietrich Von Massenbach, Kommandeur du II./KG 4, qui a été abattu au-dessus de Newcastle-upon-Tyne.
La bataille d'Angleterre a été un échec coûteux. Le KG 4 a exploité une unité de mouillage de mines le long de la côte britannique, et a participé au Blitz et aux raids sur Coventry dans la nuit du 14 au 15 novembre. Les missions de bombardement continuent jusqu'en 1941. Le 4 septembre, le II./KG 4 possède 37 Heinkel He 111 (dont 30 utilisables). Le II/KG 4 subit de légères pertes au cours de cette période, en raison de vol de nuit.
Le III/KG 4 possède quant à lui 25 Junkers Ju 88 avec 23 en service le 13 août 1940. Le 4 septembre, le nombre d'avions est ramené à 14 sur un total de 30 machines, en raison des pertes.
Ainsi par exemple, un évènement particulier s'est déroulé dans la région de Deal du Sud-Est du Kent, en Angleterre, le 9 novembre 1940, quand un bombardier Dornier s'écrase en mer au large du village de Kingsdown, pour des raisons inconnues, aux environs de 20 heures 40. Trois membres d'équipage meurent et sont rejetés sur le rivage Ils sont enterrés ensemble dans la section militaire du cimetière de Hamilton Road de Deal dans le Kent. Ils ont été identifiés comme le Unteroffizier (sergent) Léopold Kaluza, âgé de 23 ans de Klausberg (Numéro de Service: 58213/87), de Klaus Berg (numéro de matricule: 58213/87), de Heinz Fischer âgé de 25 ans, de Dresde (numéro de matricule 58213/42), et du Unteroffizier Herbert Reinsch âgé de 20 ans, également de Dresde (numéro de matricule: 58213/28),. Le corps du quatrième membre de l'équipage, le Leutnant (Lieutenant) Mollenhauer, n'a jamais été retrouvé.
Pendant la bataille d'Angleterre, le KG 4 a perdu beaucoup d'équipages précieux par la suite, ainsi que de nombreuses machines.

### Campagne des Balkans et théâtres méditerraniens, Moyen-Orient et africains
Le 29 mars 1941, l'unité est transférée sur Vienne-Aspern en Autriche pour commencer les opérations sur la Yougoslavie et la Grèce pour le cadre de la Campagne des Balkans. Lors de l'invasion yougoslave, le II/KG 4 participe aux bombardements de Belgrade, avec 25 Heinkel He 111 (sur 28 en service), le 6 avril 1941. Le II. Gruppe a exploré les eaux au large d'Alexandrie et du Canal de Suez. Un détachement, le 4.Staffel, sous le commandement du Hauptmann Swan Hauser, a été envoyé en Irak pour soutenir le soulèvement contre les Britanniques pendant la Guerre anglo-irakienne.

### Front de l'Est
Le Stab/KG 4 appuie le groupe d'armées Nord lors de son avance à Leningrad. En janvier 1942, l'unité déménage sur Pskov. Le 22 janvier 1942, il participe à des parachutage de ravitaillements dans la Poche de Kholm, et en février-mars dans la Poche de Demiansk subissant de lourdes pertes et l'épuisement des équipages. Le I. Gruppe est engagé pour soutenir le groupe d'armées Centre. Le II. Gruppe lance son offensive aérienne sur la ville le 1er octobre. Pendant l'hiver, l'unité réalise ensuite des bombardements sur Moscou. Le Groupe II soutient le groupe d'armées Sud et son offensive en Ukraine. Le II. Gruppe réalise sa 10000e mission le 9 mars 1943. Un succès notable s'est produit le 14 mars, lorsque le Gruppe a attaqué un terrain d'aviation soviétique autour de Koursk détruisant 40 avions ennemis et endommageant 23 autres. Le II. gruppe a effectué des missions de bombardement stratégique contre l'usine de chars de Gorki et les missions contre les usines de caoutchouc, près de Iaroslavl. Le III. Gruppe a été envoyé sur l'aile sud du front et a réussi à atteindre des cibles sur Astrakhan. 

En octobre 1943, l'unité a été partiellement équipé de Heinkel He 177.

Dans la période 1943-45, le Kampfgeschwader a couvert la retraite continue de la Wehrmacht jusqu'à la fin de la guerre, dans un rôle tactique et d'appui. 

Basé au Schleswig-Holstein, le 8 mai 1945, l'unité se rend aux forces britanniques.

## Organisation

### Stab. Gruppe
Formé le 1er mai 1939 à Erfurt à partir du Stab/KG 253.

Il est dissous le 8 mai 1945.
Geschwaderkommodore (Commandant de l'escadron) :
| Début              | Fin             | Grade          | Nom                                          |
| ------------------ | --------------- | -------------- | -------------------------------------------- |
| 1er septembre 1939 | 10 mai 1940     | Oberst         | Martin Fiebig                                |
| 30 mai 1940        | Juin 1942       | Oberst         | Hans-Joachim Rath                            |
| 2 juin 1940        | ?               | Oberst         | Hans Detlef-Herhudt von Rohden (par intérim) |
| 16 juin 1942       | 11 janvier 1943 | Oberst         | Dr Gottlieb Wolff                            |
| 12 janvier 1943    | 9 mai 1943      | Oberstleutnant | Heinz-Joachim Schmidt                        |
| 10 mai 1943        | Décembre 1944   | Oberstleutnant | Werner Klosinski                             |
| 4 décembre 1944    | 8 mai 1945      | Major          | Reinhard Graubner                            |

### I. Gruppe
Formé le 1er mai 1939 à Gotha à partir du I./KG 253 avec :
- Stab I./KG 4 à partir du Stab I./KG 253
- 1./KG 4 à partir du 1./KG 253
- 2./KG 4 à partir du 2./KG 253
- 3./KG 4 à partir du 3./KG 253

Le 21 octobre 1943, le I./KG 4 devient I./KG 100 avec :
- Stab I./KG 4 devient Stab I./KG 100
- 1./KG 4 devient 1./KG 100
- 2./KG 4 devient 2./KG 100
- 3./KG 4 devient 3./KG 100

et un nouveau I./KG 4 est formé de l'ancien I./KG 100 avec :
- Stab I./KG 4 à partir du Stab I./KG 100
- 1./KG 4 à partir du 1./KG 100
- 2./KG 4 à partir du 2./KG 100
- 3./KG 4 à partir du 3./KG 100

Gruppenkommandeure (Commandant de groupe) :
| Début             | Fin               | Grade          | Nom                          |
| ----------------- | ----------------- | -------------- | ---------------------------- |
| 1er mai 1939      | 24 novembre 1939  | Oberstleutnant | Nikolaus-Wolfgang Maier      |
| 24 novembre 1939  | 30 mai 1940       | Oberstleutnant | Hans-Joachim Rath            |
| 5 juin 1940       | 1er juillet 1940  | Major          | Hans von Ploetz              |
| 9 juillet 1940    | 14 décembre 1940  | Major          | Meissner                     |
| 14 décembre 1940  | 28 janvier 1941   | Major          | Schult                       |
| 28 janvier 1941   | 18 mai 1941       | Hauptmann      | Klaus Nöske                  |
| 18 mai 1941       | 8 juillet 1941    | Major          | von Groddeck                 |
| 8 juillet 1941    | 31 décembre 1941  | Major          | Klaus Nöske                  |
| 4 janvier 1942    | 21 mars 1942      | Major          | Alewyn                       |
| 26 mars 1942      | 20 septembre 1942 | Hauptmann      | Helmuth Boltze               |
| 21 septembre 1942 | 1er juin 1943     | Major          | Wolf Wetterer                |
| 1er juin 1943     | 21 octobre 1943   | Hauptmann      | Hans-Gotthelf von Kalckreuth |
| 21 octobre 1943   | 24 mars 1944      | Major          | Hansgeorg Bätcher (en)       |
| 24 mars 1944      | Février 1945      | Major          | Ernst Göpel                  |
| Février 1945      | 8 mai 1945        | Hauptmann      | Rolf Rannersmann             |

### II. Gruppe
Formé le 1er mai 1939 à Erfurt à partir du II./KG 253 avec :
- Stab II./KG 4 à partir du Stab II./KG 253
- 4./KG 4 à partir du 4./KG 253
- 5./KG 4 à partir du 5./KG 253
- 6./KG 4 à partir du 6./KG 253

Gruppenkommandeure :
| Début             | Fin               | Grade          | Nom                              |
| ----------------- | ----------------- | -------------- | -------------------------------- |
| 1er mai 1939      | 30 septembre 1939 | Oberstleutnant | Wolfgang Erdmann (de)            |
| 1er octobre 1939  | Juin 1940         | Major          | Dietrich Freiherr von Massenbach |
| 3 juillet 1940    | 15 juin 1942      | Oberstleutnant | Dr Gottlieb Wolff                |
| Juillet 1942      | 23 septembre 1942 | Major          | Rolf von Samson-Himmelstjerna    |
| 23 septembre 1942 | 15 octobre 1942   | Major          | Karl von Knauer                  |
| 18 octobre 1942   | 11 janvier 1943   | Oberstleutnant | Heinz-Joachim Schmidt            |
| 30 janvier 1943   | 1er juillet 1944  | Major          | Reinhard Graubner                |
| 1er juillet 1944  | 8 mai 1945        | Major          | Carl-Otto Hesse                  |

### III. Gruppe
Formé le 1er mai 1939 à Nordhausen à partir du III./KG 253 avec :
- Stab III./KG 4 à partir du Stab III./KG 253
- 7./KG 4 à partir du 7./KG 253
- 8./KG 4 à partir du 8./KG 253
- 9./KG 4 à partir du 9./KG 253

Le 15 octobre 1940 renommé III./KG 30 avec :
- Stab III./KG 4 devient Stab III./KG 30
- 7./KG 4 devient 7./KG 30
- 8./KG 4 devient 8./KG 30
- 9./KG 4 devient 9./KG 30

Reformé le 15 janvier 1941 à Leeuwarden avec:
- Stab III./KG 4
- 7./KG 4
- 8./KG 4
- 9./KG 4 n'a pas été formé avant le 17 mai 1941.

Gruppenkommandeure :
| Début            | Fin              | Grade     | Nom                        |
| ---------------- | ---------------- | --------- | -------------------------- |
| 1er mai 1939     | Décembre 1939    | Major     | Evers                      |
| Décembre 1939    | Avril 1940       | Major     | Neudörffer                 |
| 19 juin 1940     | 15 octobre 1940  | Major     | Erich Bloedorn             |
| 3 février 1941   | 25 novembre 1941 | Major     | Wolfgang Bühring           |
| 25 novembre 1941 | 22 juillet 1942  | Hauptmann | Hermann Kühl               |
| 31 juillet 1942  | 5 septembre 1942 | Major     | Wolfgang Queisner          |
| 6 septembre 1942 | 1er mai 1943 ?   | Major     | Werner Klosinski           |
| 20 mai 1942 ?    | Février 1944     | Major     | Kurt Neumann               |
| Mars 1944        | Juin 1944        | Major     | Ernst Dieter von Tellemann |
| 2 juillet 1944   | 4 décembre 1944  | Major     | Reinhard Graubner          |
| 5 décembre 1944  | 8 mai 1945       | Major     | Herbert von Kruska         |

### IV(Erg). Gruppe
Formé le 18 juin 1940 à Fassberg comme Erg.Staffel/KG 4, à partir du Erg.Staffel/9. Fl.Div. Il est dissous le 15 août 1944.
Le 1er avril 1941, augmentation du Gruppe avec :
- Stab IV./KG 4 nouvellement créé
- 10./KG 4 à partir du Erg.Sta./KG 4
- 11./KG 4 nouvellement créé
- 12./KG 4 nouvellement créé
- 13./KG 4 a été formé le 30 mai 1941 à Fassberg
- 14./KG 4 a existé entre octobre 1942 et janvier 1943.

Gruppenkommandeure :
| Début        | Fin          | Grade | Nom            |
| ------------ | ------------ | ----- | -------------- |
| 18 juin 1940 | 17 juin 1943 | Major | Karl-Gerd Roth |
| 19 juin 1943 | 15 août 1944 | Major | Karl Alber     |